# Бурый железняк
Бу́рый железня́к (англ. limonite, brown (iron) ore, bog iron ore; нем. Eisenstein, Eisenerz) — осадочная горная порода, природное скопление гидроксидов железа. Синоним: лимонит (с др.-греч. λειμών — луг; по нахождению в сырых местах).
Общая химическая формула: nFe2O3+nH2O (начиная от наиболее бедного гидратной водой гидрогематита и кончая лимонитом). Состав: гётит, лимонит, азовскит и прочие. Содержит также гидроксиды и оксигидраты алюминия и марганца, кремнезём, глинистые минералы, сорбированную воду. Бурый железняк — руда железа.

## Месторождения
- - на территории России — в Западно-Сибирском: Колпашевское месторождение в Томской области. На Урале — Кыштымское и Карабашское месторождения. На Среднем Урале — Алапаевское и Бакальское месторождения. В Липецкой и Тульской областях. В Курской магнитной аномалии. На Таманском полуострове. В Карелии залегает на дне современных озёр. В Башкортостане — Комарово-Зигазинское месторождение.
  - на территории Украины — в Криворожском и Керченском железорудных бассейнах[2].
  - в Казахстане — Кустанайский и Приаральский железорудные районы. Джангельдинское месторождение в пустыне Кызылкумы.
  - в Таджикистане — близ Янтака.
  - в Западной Европе — на территории Франции в Лотарингии. На территории Люксембурга.
  - в Гренландии был обнаружен бурый железняк возрастом 3,76 млрд лет[2].

## Переработка
Бурые железняки подвергаются обогащению с использованием комбинированных схем с предварительным обесшламливанием руды. Гравитационно-магнитная схема включает в себя извлечение отсадкой крупнозернистых фракций, остальную часть — магнитной сепарацией. В обжиг-магнитных схемах применяется магнетизирующий обжиг с последующей магнитной сепарацией. Для обогащения тонких классов, а также для очистки промежуточных концентратов используется флотация.

## Галерея

Бурые железняки в коллекции Уральского геологического музея
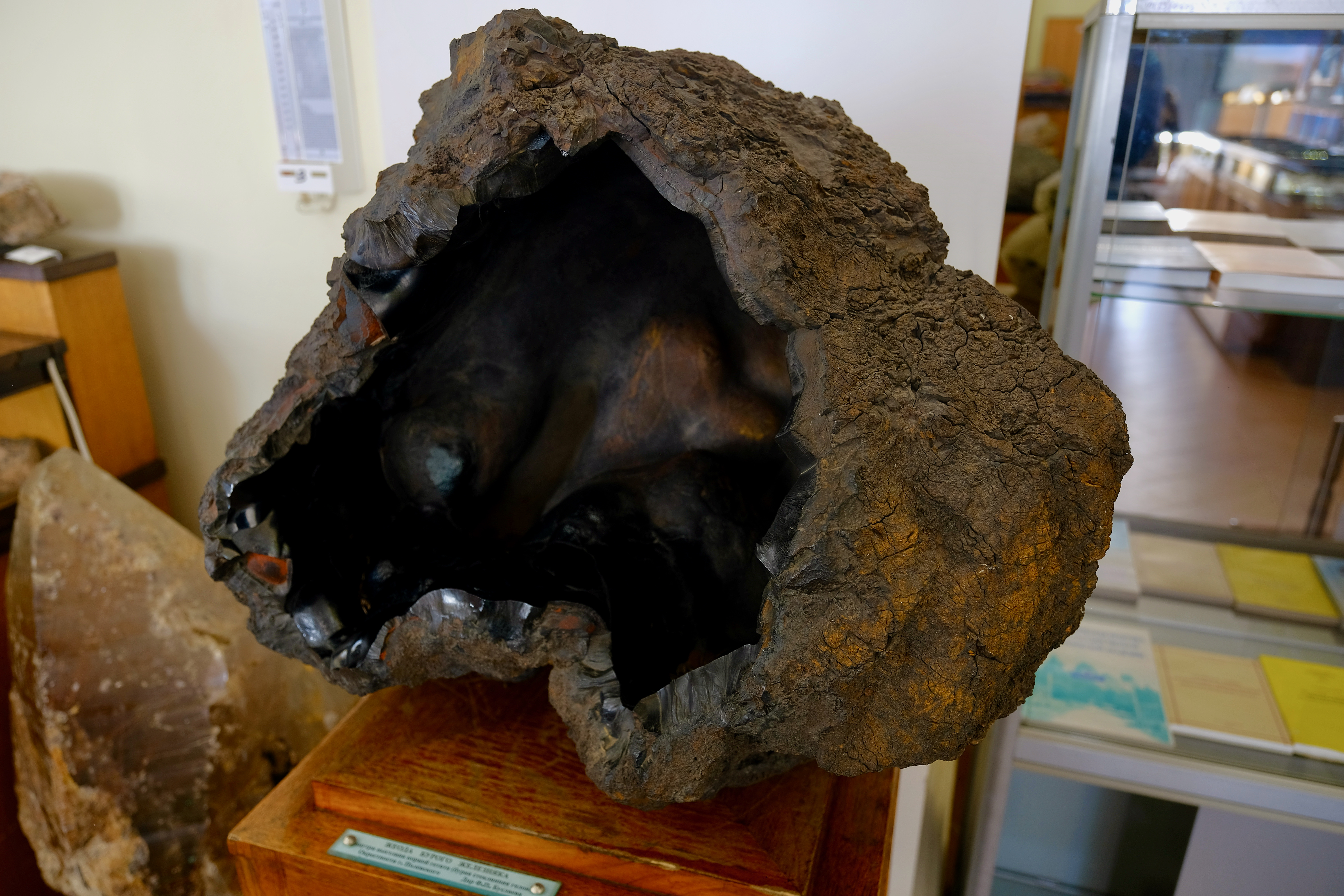
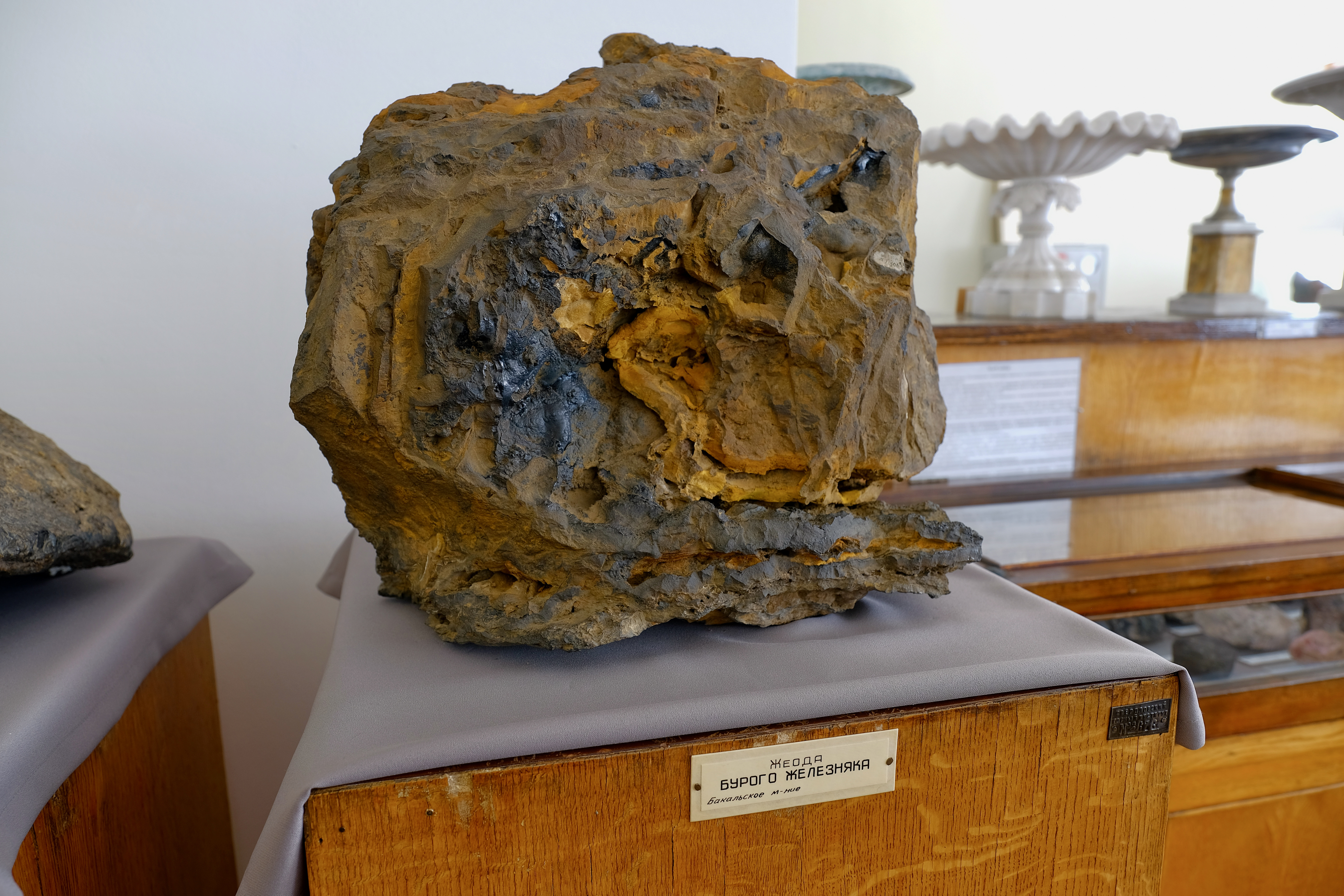
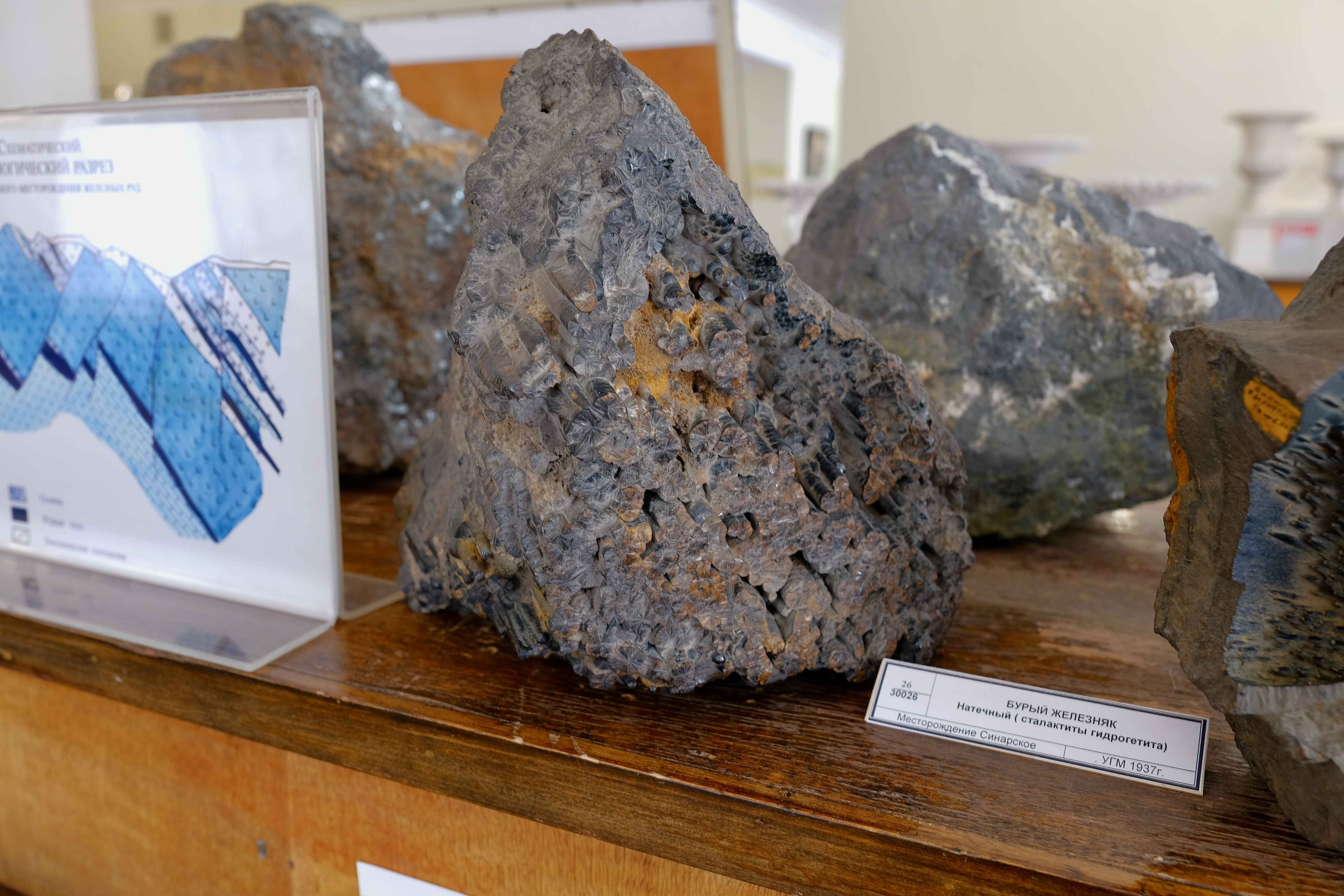
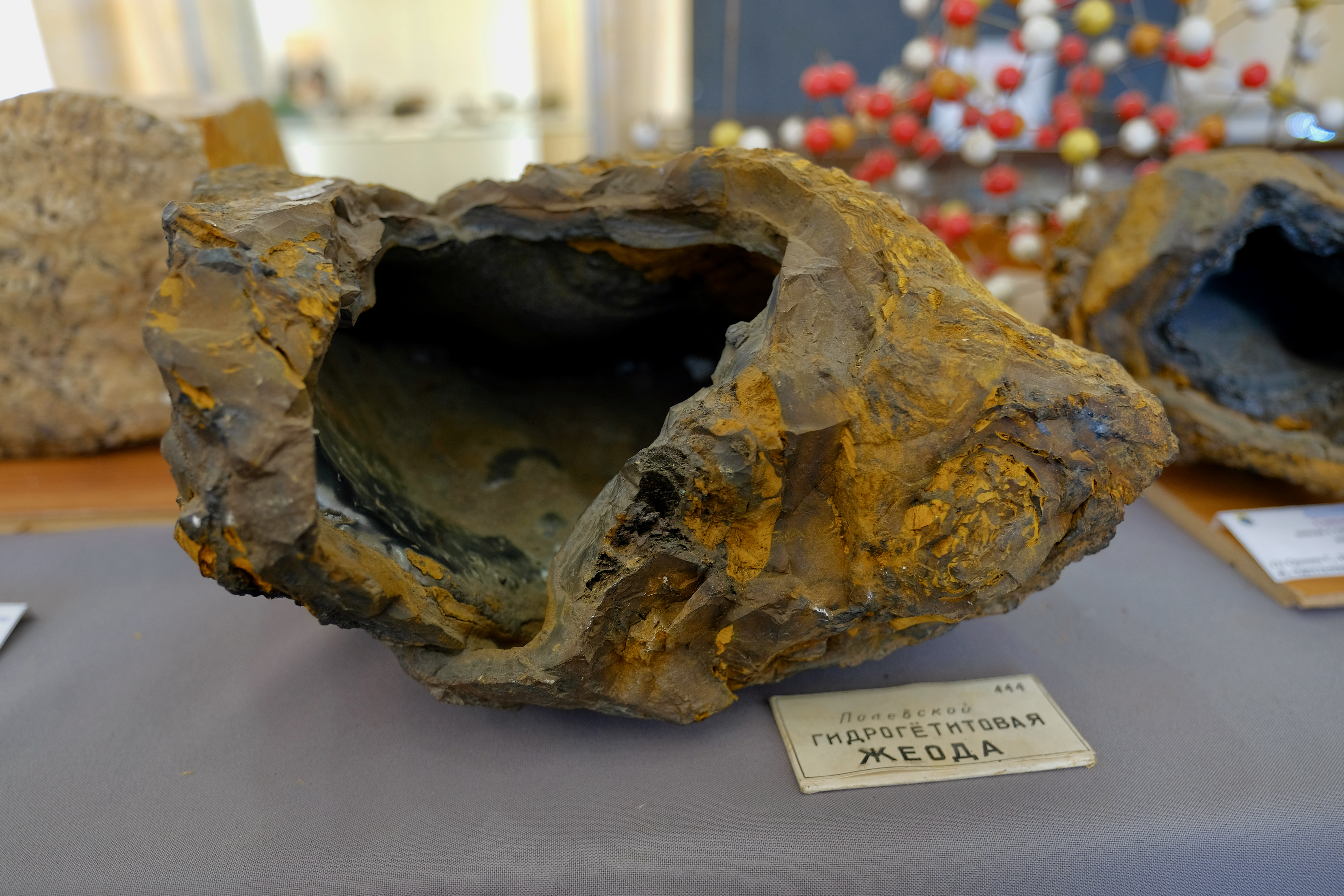
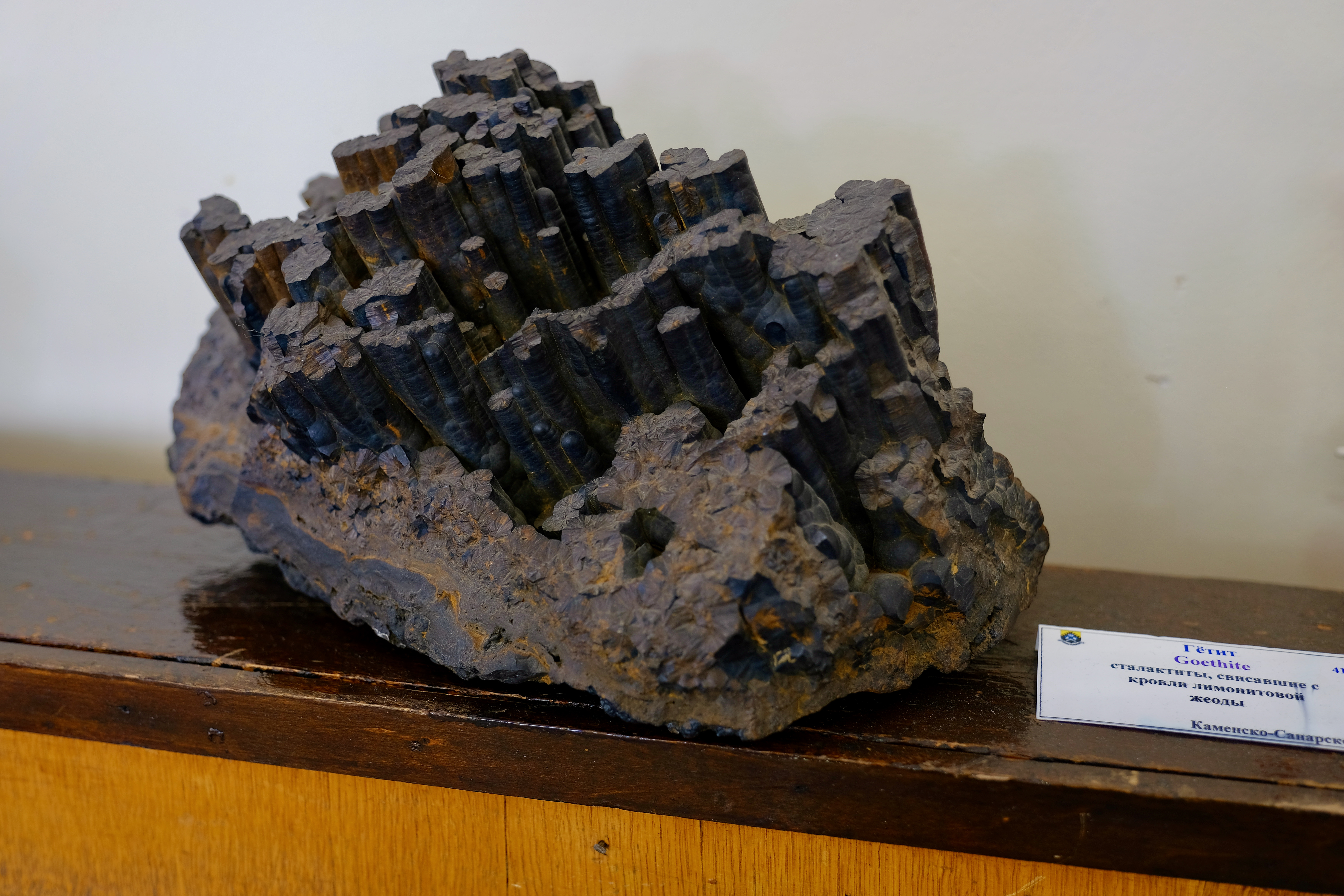